# JCI Belgium Senate
Leden van JCI die uitzonderlijke bijdragen hebben geleverd aan de beweging kunnen worden voorgedragen als senator. 
Dit is een persoonlijke JCI Award. In de internationale statuten staat hierover: "A life entitled JCI Senatorship may be awarded to individual members or past members as means of honouring them for rendering outstanding service to the JCI organization".
JCI Senate Belgium bestaat 45 jaar. De vereniging nam een prille start eind 1965 begin 1966 met Norbert Legrand (senator nr 3652) als de eerste voorzitter. Op dat ogenblik telde de senaat in België slechts 23 leden. Jaarlijks zijn er nadien 10 tot 25 benoemingen geweest met topjaren 1987 en 1988 van 37 en 38 benoemingen. Op dit ogenblik tellen we binnen JCI Senate Belgium iets van meer dan 800 overlevende senatoren, waarvan 300 Franstalige en 500 Nederlandstalige senatoren.
Het hoofddoel van de vereniging is en blijft het ideaal van JCI in stand te houden en te bevorderen, door het samenbrengen van al deze gelauwerde zielen en het versterken van de vriendschapsbanden tussen hen. Stilaan wordt dit een hele klus gezien het grote leeftijdsverschil van 40 tot in de tachtig, en de vele generatiewissels. De vereniging stelt zich eveneens tot doel JCI Belgium, JCI Vlaanderen en JCI Belgium Wallonie-Bruxelles te helpen. Deze hulp kan onder de meest uitlopende vormen verstrekt worden en kan zowel van financiële als van welke aard dan ook zijn.
Wereldwijd zijn er bijna 70000 (midden 2010) senatoren. Senatoren  hebben levenslang het recht alle officiële (inter)nationale JCI evenementen bij te wonen. Dit betreft met name  Nationale Conventies, Europese en Wereldcongressen. Aan deze evenementen is doorgaans een exclusief programma voor senatoren en hun partners verbonden.
De meest recente voorzitters van JCI Senate Belgium waren:
- 2016 Guy de Veth
- 2015 Sonja Van Acker
- 2014 Geert Barbier
- 2013 Jean-Francois Chaslain
- 2012 Tom Dieltiens
- 2011 Emmanuel Jassogne
- 2010 Herman De Ridder
- 2009 Jean-Paul Bissen
- 2008 Jo Taveirne
- 2007 Emmanuel Haag
- 2006 Jos Van Roosbroeck